# Sarah Huffman
Sarah Huffman (Flower Mound, 5 maart 1984) is een Amerikaans voormalig voetbalster. Ze speelde één keer in het Amerikaans voetbalelftal, in 2010.

## Clubcarrière
| Jaar        | Club                        |
| ----------- | --------------------------- |
| 2007 - 2008 | Washington Freedom Reserves |
| 2008        | Røa IL                      |
| 2009 - 2010 | Washington Freedom          |
| 2011 - 2012 | magicJack                   |
| 2012 - 2013 | Pali Blues                  |
| 2013 - 2014 | Western New York Flash      |
| 2014        | Portland Thorns             |